# Синьорелло, Никола
Никола Синьорелло (итал. Nicola Signorello, 18 июня 1926, Сан-Никола-да-Крисса, Калабрия — 26 декабря 2022, Рим) — итальянский политик, сенатор (1968—1985), мэр Рима (1985—1988), министр туризма (1973—1974, 1980—1983).

## Биография

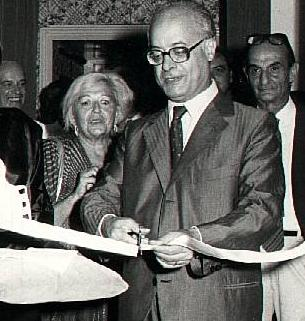
Мэр Рима

Синьорелло родился в Сан-Никола-да-Крисса в Калабрии.
Получил высшее юридическое образование. Политикой занялся в очень молодом возрасте, член Христианско-демократической партии (Democrazia Cristiana, округ Колумбия), он был избран в провинциальный совет Рима в 1952 г., оставаясь в нем до 1960 г., когда он стал президентом провинции (занимал должность до 1965 г.).
Первоначально Синьорелло был близок к крылу христианских демократов Марио Шельбы в округе Колумбия, но позже перешёл во фракцию Джулио Андреотти, став одним из фронтменов последнего в Риме вместе с Америго Петруччи и Франко Эванджелисти. В 1968 году он был избран в Сенат Италии и оставался на этом посту до 1985 года, когда был избран мэром Рима и был вынужден оставить сенаторство из-за несовместимости этих должностей. Синьорелло был министром туризма, спорта и развлечений в 1973—1974 годах, министром торгового флота в 1980 году (сменив Евангелисти), а затем снова министром туризма в трёх последовательно кабинетах с 1980 по август 1983 года.
Синьорелло был избран мэром Рима в мае 1985 года, после многих лет коммунистического правления города, и оставался у власти до ухода в отставку в 1988 году. Во время своего руководства городом Синьорелло станет объектом многочисленных критических замечаний, особенно со стороны PSI, за чрезмерную осторожность в управлении, настолько, что его будут упрекать в обездвиженном управлении имуществом города. За внимание, уделенное церемониалу, он получит прозвище «пенначчионе». С другой стороны, его скрупулезное внимание к оппозиции (он сразу заработал репутацию политика выше партий) и его бесспорная моральная честность принесут ему уважение его политических противников.
В 1989 году Синьорелло не получил от Андреотти места в Сенате Италии, а вместо этого получил пост банковского служащего в Istituto per il Credito Sportivo (администрируемом Банком Италии).
Синьорелло умер в Риме 26 декабря 2022 года в возрасте 96 лет в своём доме в Риме. Панихида прошла в приходе di Maria S.S. Annunziata на родине Синьорелло, в Сан-Никола-да-Крисса. Похоронен на местном кладбище.
Его жена, Франческа Бузири Вичи (1930—2006), принадлежала к знатной римской семье архитекторов Бузири Вичи.